# Mosjö kyrka
Mosjö kyrka är en kyrkobyggnad i Mosås i Strängnäs stift. Den är församlingskyrka i Mosjö-Täby församling.

## Kyrkobyggnaden
Kyrkan uppfördes under 1100-talets senare del och 1200-talet början i romansk stil på rullstensåsen mellan Västra- och Östra Mosjöarna (idag torrlagda) invid den vallfärdsväg som ledde till Nidarosdomen i Trondheim. Under sina minst 800 år har den genomgått en lång rad av förändringar i form av reparationer, moderniseringar och restaureringar, men ändock fått behålla sitt grundutseende från medeltiden. Restaureringar under 1900-talet hade som syfte att i största möjligaste mån, både exteriört och interiört, återställa kyrkan till sitt ursprungliga skick, dock med en lämplig modernisering av dess inredning. Kyrkan är idag en av Närkes bäst bevarade medeltidskyrkor.

## Kyrkobyggnadshistorik
1000-talet–1100-talet första del. En skiftesverkskyrka uppfördes troligen på samma plats som nuvarande kyrka. Väggplankor från denna kyrka påträffades 1905 återanvända i ett äldre trägolv. Plankorna var dekorerade med skurna kors, vilket var vanligt i skiftesverkskyrkor under tidig medeltid.
1100-talets senare del. Östra delen av långhuset och koret med absid byggdes av kalksten och sandsten.
1200-talets första del. Västra delen av långhuset och tornet uppfördes av sandsten. Att ett uppehåll i kyrkobyggandet förekommit märks av olika murteknik och att tjockleken på långhusets väggar i västra delen minskats från 1,8 meter till 1,4 meter. Tornet försågs med ett pyramidformat tak vars takstolar ännu är ursprungliga och klädda med tjärade träspånplattor.
1500-talet första del. Korets öppna takstolar ersattes med det nuvarande valvet. Eventuellt revs absiden vid samma tidpunkt varmed koret fick en raksluten, östlig gavel. Troligen har också murbågen mellan långhuset och koret minskats ned från en högre rundbågig öppning till den nuvarande spetsbågiga öppningen vid denna ombyggnad av koret.
1500-talet senare del. Sakristian byggdes av sandsten norr om koret.
1617. Invändiga väggmålningar i renässansstil utfördes föreställande olika scener ur Gamla och Nya Testamentet. Konstnären är okänd.
1666. Troligen byggdes långhusets första innertak.
1691. Två av de tre ursprungliga fönstren på södra sidan av långhuset förstorades. Förstärkning av tornet skedde.
1695. Fönstret på korets södra sida vidgades och fick järngaller.
1760. Långhuset försågs med ett putsat spegelvalv av trä i taket.
1761. Gipsdekorationer av spegelvalvet utfördes av "murmästaren konstförfarne Gottfred Högvald".
1762. Långhusets och korets innerväggar vitmålades. Ett fönster på korgaveln upptågs. Golvarbeten utfördes i kor och långhusgång. Kyrkans bänkar moderniserades och fick sluten form (dörrar). Troligen revs ett vapenhus av trä som funnits vid kyrkans södra ingång.
1764. Utsidan på hela kyrkan fick grovputs.
1802. De två ursprungliga fönstren på norra sidan av långhuset utvidgades.
1816. Samtliga fönster förstorades. Golvarbeten utfördes. Bågöppningen mellan långhus och vapenhus murades igen och ersattes med en dörr. Bänkarna i vapenhuset togs bort.
1866. Läktaren i långhusets västra del byggdes.
1893. Yttertaket på långhus, kor och sakristia omlades med svartmålad järnplåt istället för det befintliga spåntaket.
1905. Restauration efter ritningar av Ragnar Östberg. Dekorationsmålningar utfördes i kyrkan. Ett igenmurat ursprungligt fönster i långhusets södra vägg återupptogs. Östra korfönstret igenmurades. Ny dörr i södra ingången insattes. Bänkar moderniserades. Två gamla gravhällar från korgolvet uppsattes i triumfbågen mellan kor och långhus.
1931. Kyrkans yttre puts togs bort. Värmeledningar installerades i kyrkan. Ett pulpettak av trä över den så kallade Kjerrmanska graven vid korets yttre södra vägg togs bort.
1958. Restauration efter förslag av arkitekt Claes Laurent. Framtagning och konservering av väggmålningar från 1617 gjordes av konservator Gösta Lindström. Innertaket i långhuset lyftes upp till ursprunglig nivå. Korfönster igenmurades. Glasmålningar från korets österfönster flyttades till korets söderfönster. Ytterligare nygestaltning av kor och sakristia gjordes. Ny yttre ingångsdörr av ek insattes i vapenhuset med de ålderdomliga beslagen bevarade. Målning av bänkar gjordes. Golv justerades. De två gravhällarna från triumfbågen och ytterligare en gravhäll placerades stående mot långhusets västra vägg. Nytt värmesystem installerades i kyrkan.

## Inventarier

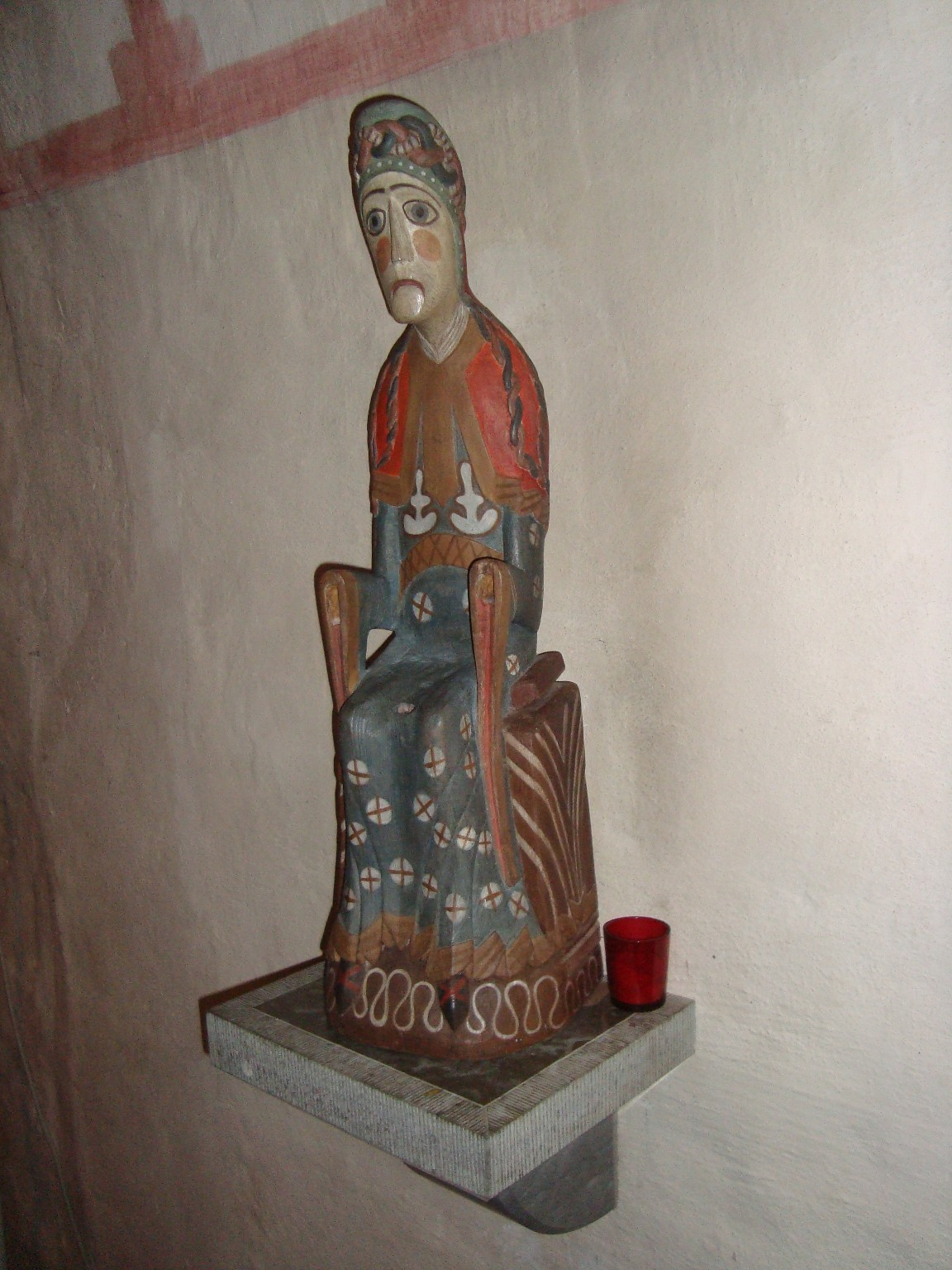
Mosjömadonnan (kopia)

Mosjömadonnan. Det mest omtalade inventariet som tillhört kyrkan är Mosjömadonnan, en Mariaskulptur i trä troligen från 1100-talets mitt eller senare del. Skulpturen i kyrkan är en kopia tillverkad 1958 av Bertil Nyström. Originalet återfinns sedan 1883 på Statens historiska museum i Stockholm. Den är en av få avbildade Marior som finns kvar i Sverige från denna katolska och förmedeltida period.
Predikstolen. Den som nu finns i kyrkan tillverkades i allmogebarock 1689. Huv till predikstolen tillverkades av Mäster Marcus 1724. Båda målades 1728 för att sedan konserveras vid 1958 års restauration av kyrkan.
Helgonskulpturer. Sex stycken helgonskulpturer av trä finns placerade under läktaren i bakre delen av långhuset. De är troligen från ett altarskåp från 1400-talet slut. Två skulpturer som troligen också tillhört samma altarskåp finns på Statens historiska museum i Stockholm.
Krucifix. Ett triumfkrucifix från ca 1500 och ett processionskrucifix troligen från 1400-talet slut, båda på nya kors, finns i kyrkan. Triumfkrucifixet på östra väggen i koret och processionskrucifixet på väggen i triumfbågen.
Dopfunt. Flera dopfuntar har under åren funnits i kyrkan. En dopfunt tillverkad av sten fanns fram till ca 1752. Den ersattes av en dopfunt av trä 1762. Den nuvarande dopfunten är tillverkad av sten på Gotland 1950 och ritat av arkitekt Erik Fant. Den har ett dopfat av mässing och är placerat i långhusets sydöstra del.
Gravhällar. Minst åtta gravhällar med reliefdekor och inskription har funnits i kyrkan. Sju stycken i korgolvet och en i golvet vid södra ingången till kyrkan. Gravhällarna är från 1600-talet och 1700-talet. De flesta över präster som är begravda i kyrkan. Under 1900-talet flyttades några gravhällar i samband med golvarbeten. En till vapenhusets golv och tre uppsattes mot väggen under läktaren i långhuset. Efter 1779 har troligen ingen blivit begravd under golvet i Mosjö kyrka. 1815 kom ett allmänt förbud mot "jordande av lik inom ett kyrkorum".
Kyrkklockor. År 1658 göts en lillklocka till kyrkan. Innan dess fanns bara en storklocka i kyrkan. Båda klockorna blev omgjutna och förstorade 1748 av klockgjutare P. Petraeus i Örebro. Lillklockan spräcktes 1751 och blev omgjuten av P. Petraeus. Storklockan spräcktes vid kungsringningen efter Karl X111:s död 1818. Den göts om av Samuel Grönwall i Stockholm.

### Orgel
- 1866 bygger Erik Adolf Setterquist, Örebro en orgel med 6 stämmor och en manual.
- Den nuvarande orgeln är byggd 1940 av Olof Hammarberg, Göteborg och är en pneumatisk orgel. Den har två fria kombinationer, en fast kombination och registersvällare. Ytterligare en modernisering av orgeln skedde 1958 i samband med kyrkans restaurering. 2008 restaurerades den och återställdes klangligt i stort sett till det skick den hade 1940. Orgelfasaden fick sin skarpa blå färg vid en ommålning 1987.

| Huvudverk I   | Svällverk II      | Pedal           | Koppel   |
| Principal 8´  | Rörflöjt 8´       | Subbas 16´      | I/P      |
| Gedakt 8´     | Fugara 8´         | Gedaktpommer 8´ | II/P     |
| Oktava 4´     | Spetsflöjt 4´     |                 | II/I     |
| Hålflöjt 4´   | Blockflöjt 2'     |                 | I 4'/I   |
| Kvinta 2 2/3' | Ters 1 3/5'       |                 | II 16'/P |
| Oktava 2'     | Nasard 1 1/3'     |                 | I 4'/P   |
|               | Corno 8'          |                 |          |
|               | Crescendosvällare |                 |          |

## Kyrkogården
Den ursprungliga kyrkogården var ett litet område med 87 alnars längd och 76 alnars bredd söder om kyrkan. Till den ledde endast två ingångar, en i norr och en i väster. Kyrkogården var omgärdad av kyrkobalkar, en gammal typ av inhägnad som bestod av hopdymlade och knuttimrade stockar till två alnars höjd. Stockarna var täckta med en spånklädd huv. Kyrkobalkarna utbyttes 1750 till en stenmur, en ingång från öster gjordes och en stiglucka byggdes över västra ingången till kyrkogården. År 1766 fick både norra och västra ingången järngrindar. Den östra ingången blev troligen igensatt 1779.
Kyrkogården var fram till slutet på 1700-talet indelad i ättehagar, områden som sockenmännen fått sig tilldelade för att där begrava sina döda. Sedan övergick man till att begrava i linje på kyrkogården.
Första utvidgningen av kyrkogården gjordes åt väster 1856. Stenmuren flyttades ut till landsvägen och slänten fylldes med jord och sand. 1895 beslöt man att göra smala, raka och grusade gångar på kyrkogården. Nästa utvidgning kom 1913–1916 åt söder, också där inhägnades kyrkogården med en stenmur. En bisättningskällare gjordes i kyrkogårdsmurens nordöstra hörn 1944. En utökning av kyrkogården har numera också skett åt öster.

## Prästgårdar
Prästgården till Mosjö kyrka har fram till 1939 legat i byn Sörby, två kilometer väster om kyrkan. Den har flera gånger drabbats av olyckor. På 1600-talet var dess åkrar ofta översvämmade på grund av högt vatten i Västra Mosjön och Täljeån. Ladugården brann på 1660-talet och 1824 drabbades Sörby by av en svår eldsvåda då prästgården liksom flera andra gårdar förstördes. För att bygga upp prästgården lånades ur Mosjö fattigkassa. Den sista prästgårdsbyggnaden i Sörby uppfördes på 1880-talet under ledning av kyrkoherde Vadström. Enligt sägen skulle material till grunden hämtats från den gamla ruinen efter gårdskyrkan "Kullkyrkan" 500 meter norr om prästgården.
År 1939 utarrenderades Sörby prästgård (numera såld av kyrkan) då en ny prästgård byggdes i Mosås samhälle. Inte heller denna är längre prästens bostad utan har efter försäljning blivit privatbostad.

## Sockenstugan

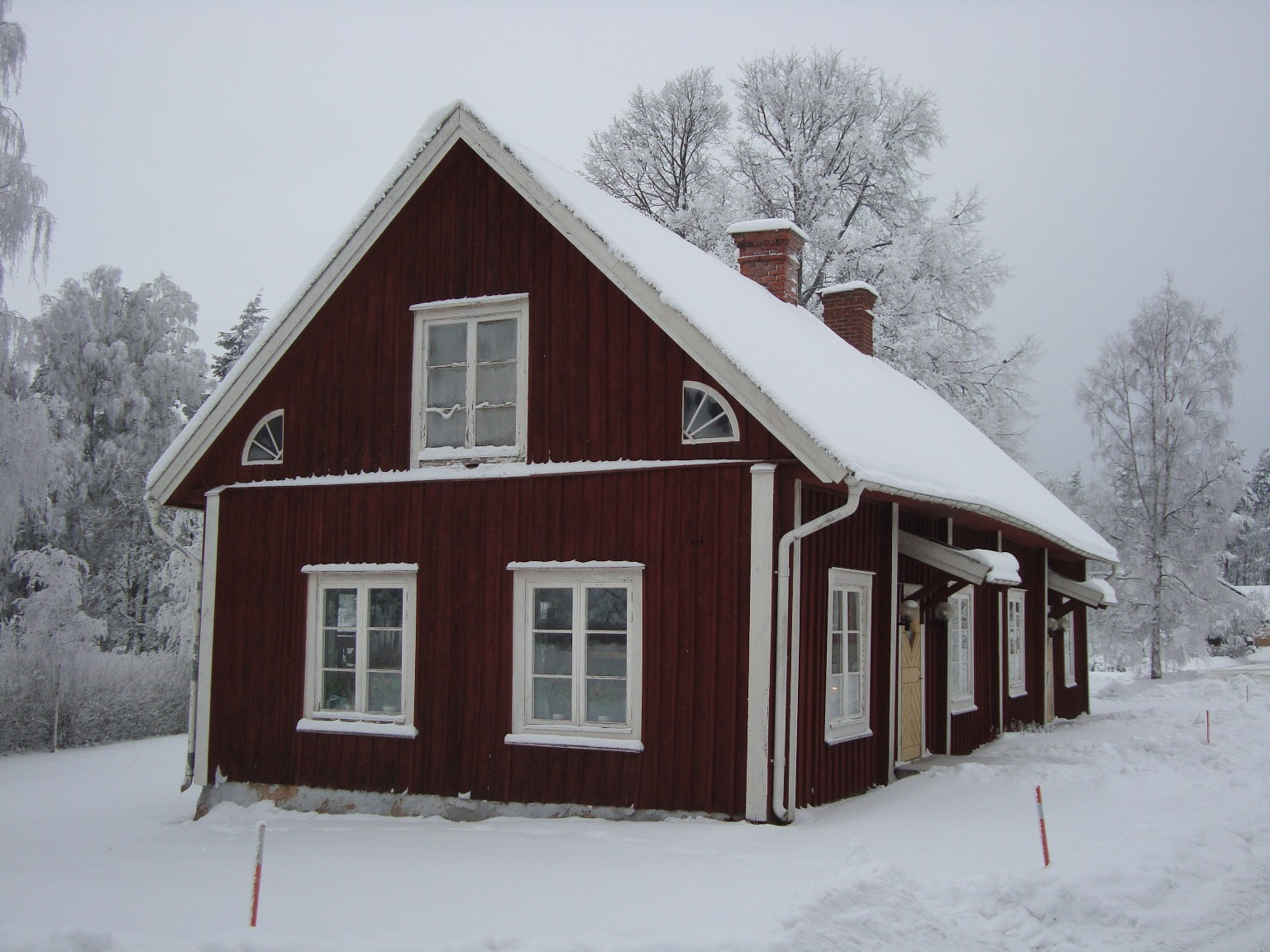
Sockenstugan

Sockenstugan även kallad klockarestugan omnämndes första gången 1617. Byggnaden inrymde lokal för sockenstämmorna och bostad för klockaren med familj. Den brann ned genom vådeld 1657. En ny sockenstuga uppfördes men hundra år senare hade den tjänat ut. På begäran av klockaren byggdes en ny stuga för 205 daler. Den stod kvar i femtio år tills den 1804 ersattes med nuvarande stuga, vilken har renoverats och påbättras ett flertal gånger, bland annat 1850 då södra delen tillbyggdes varmed den också blev socknens första skolhus.
Innan den ny församlingshemmet tillkom norr om kyrkan fungerade sockenstugan som församlingshem och kyrkvaktarebostad.

## Kyrkans tjänare
Mosjö kyrka har under sina åtta sekler haft många kyrkoherdar, kaplaner, komministrar, klockare, kyrkvärdar och kyrkvaktare i sin tjänst. Den först kända kyrkoherden var Nicolaus Beronis 1349 och en kaplan från 1400-talets senare del står omnämnd i skrift som "Herr Nils av Mosås".
Den förste kände klockaren var Bengt Larsson, Råby, 1692. Jon i Torsjö 1613–1616 var den förste kände kyrkvärden. Från kyrkliga handlingar framgår att den förste kände kyrkvaktaren var Bengt Larsson från Råby i slutet av 1600-talet.

## Bilder

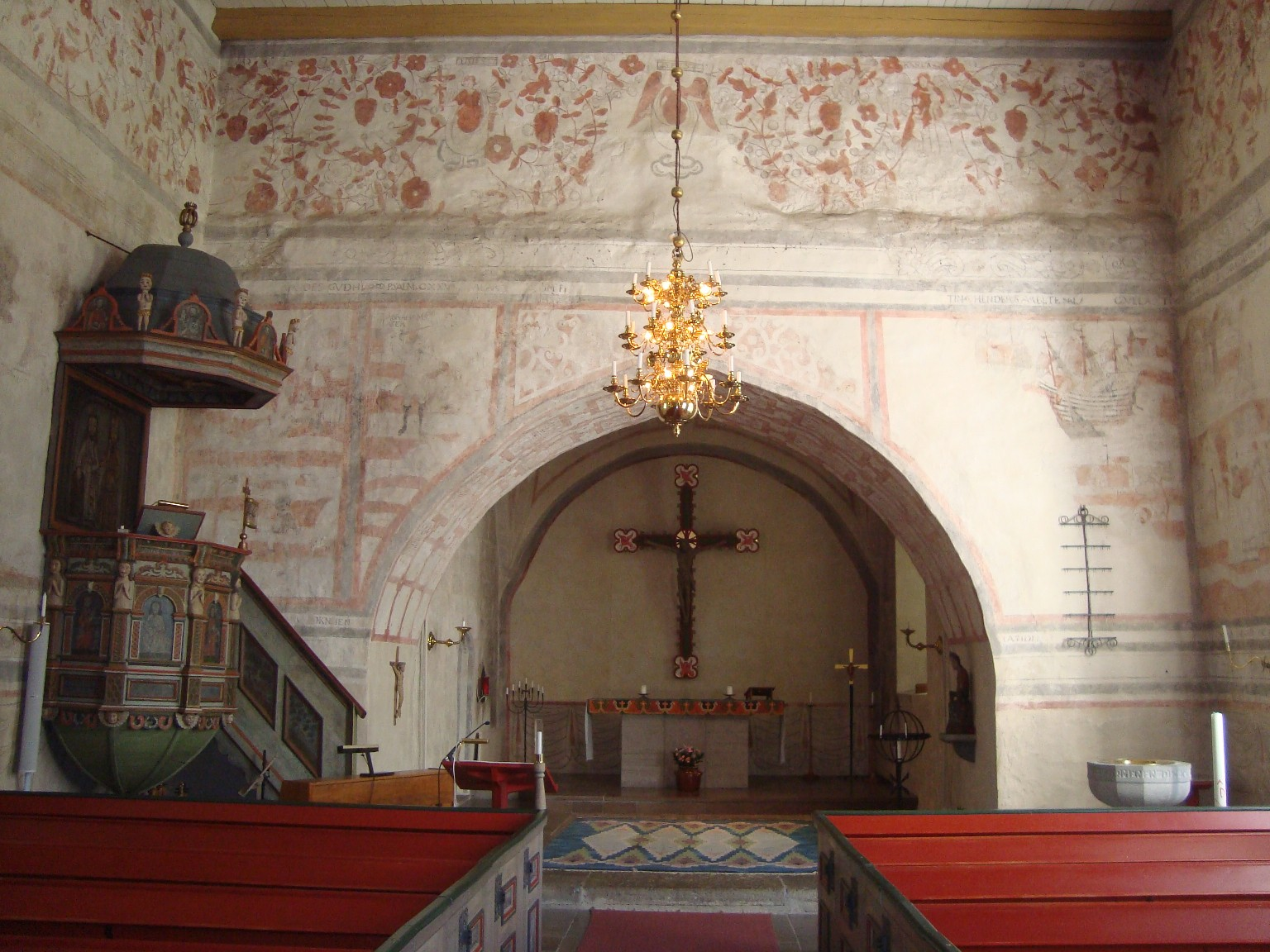
Kyrkorummet mot öster.
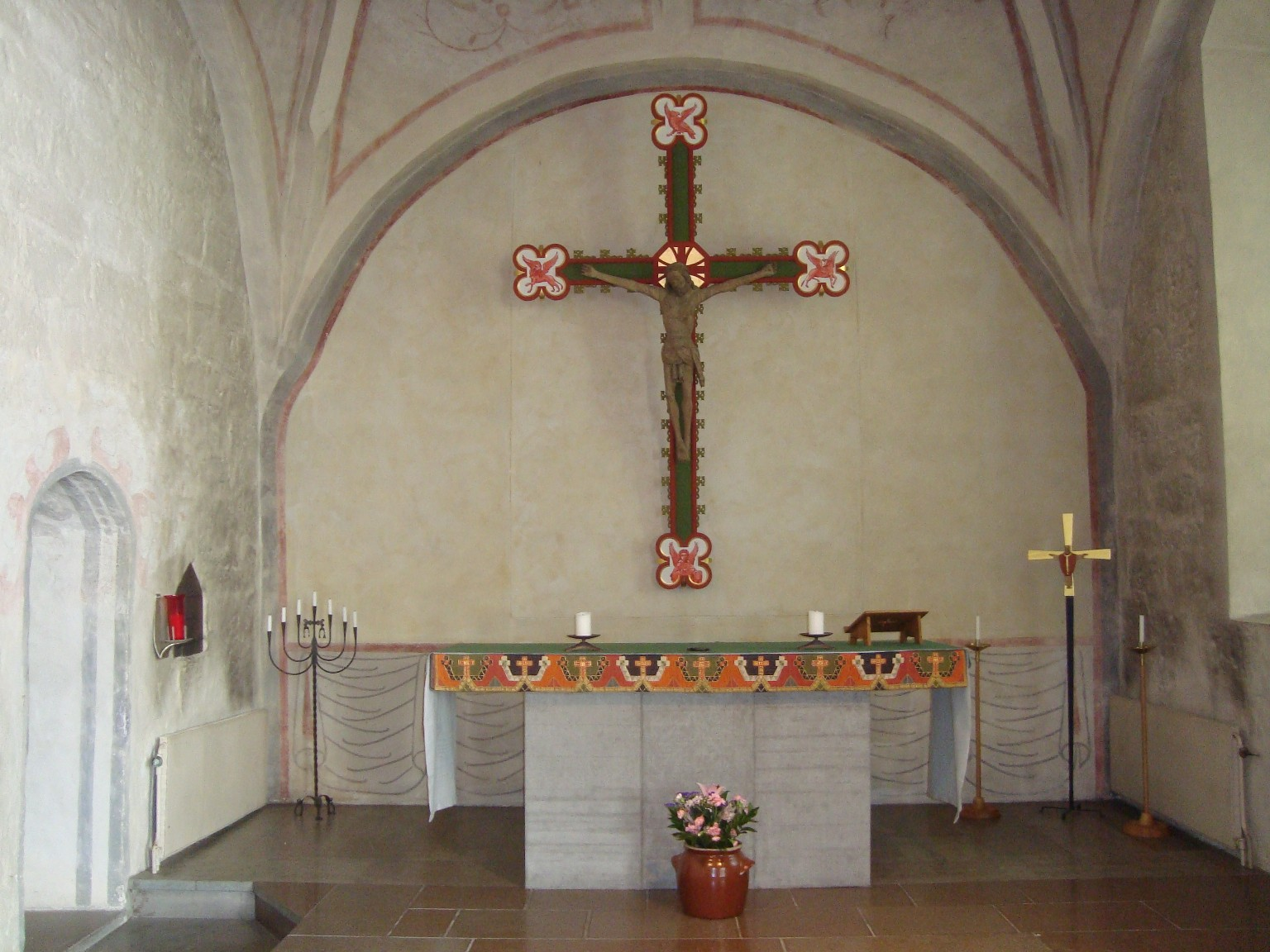
Koret med altaret.
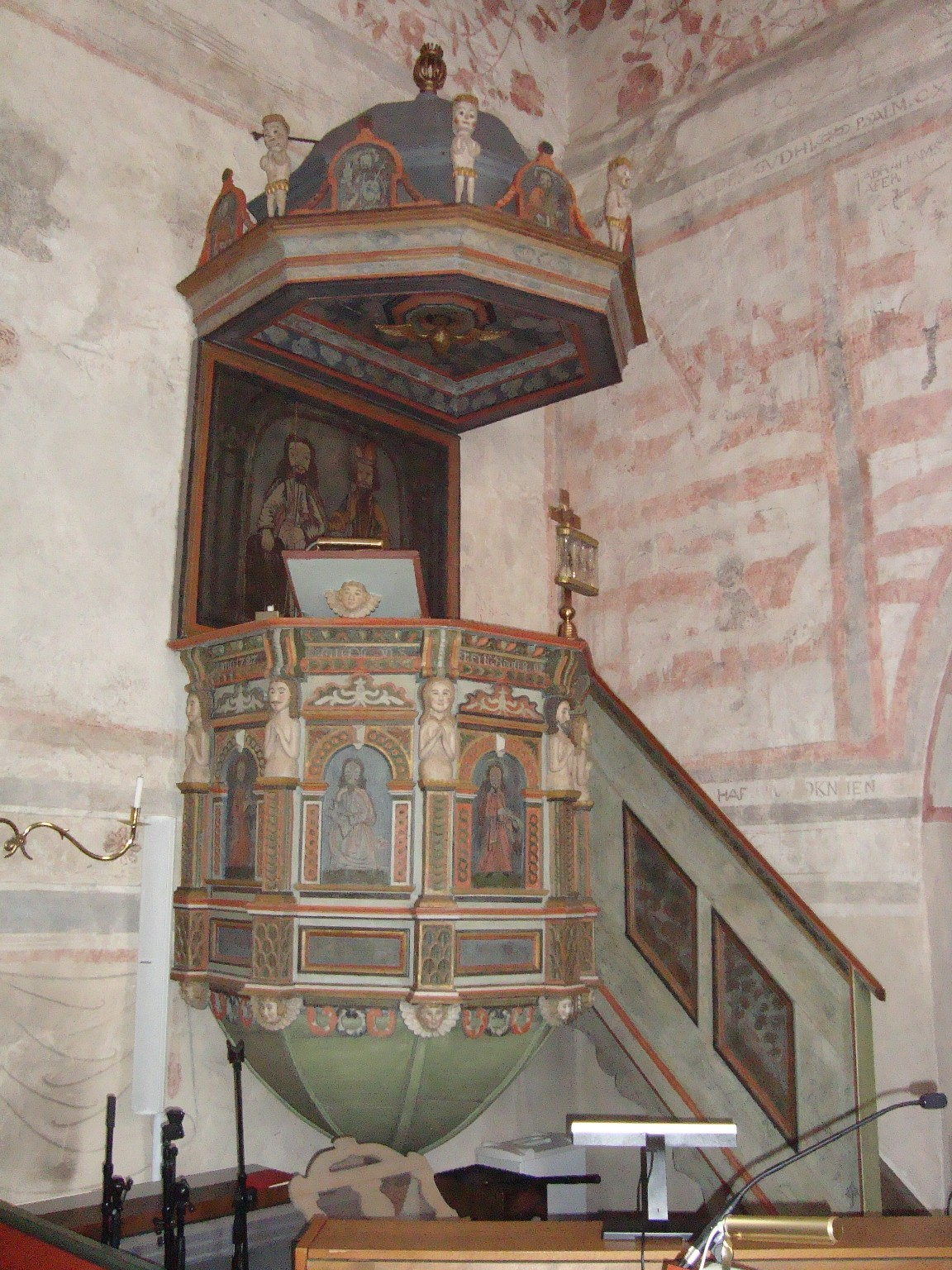
Predikstolen.
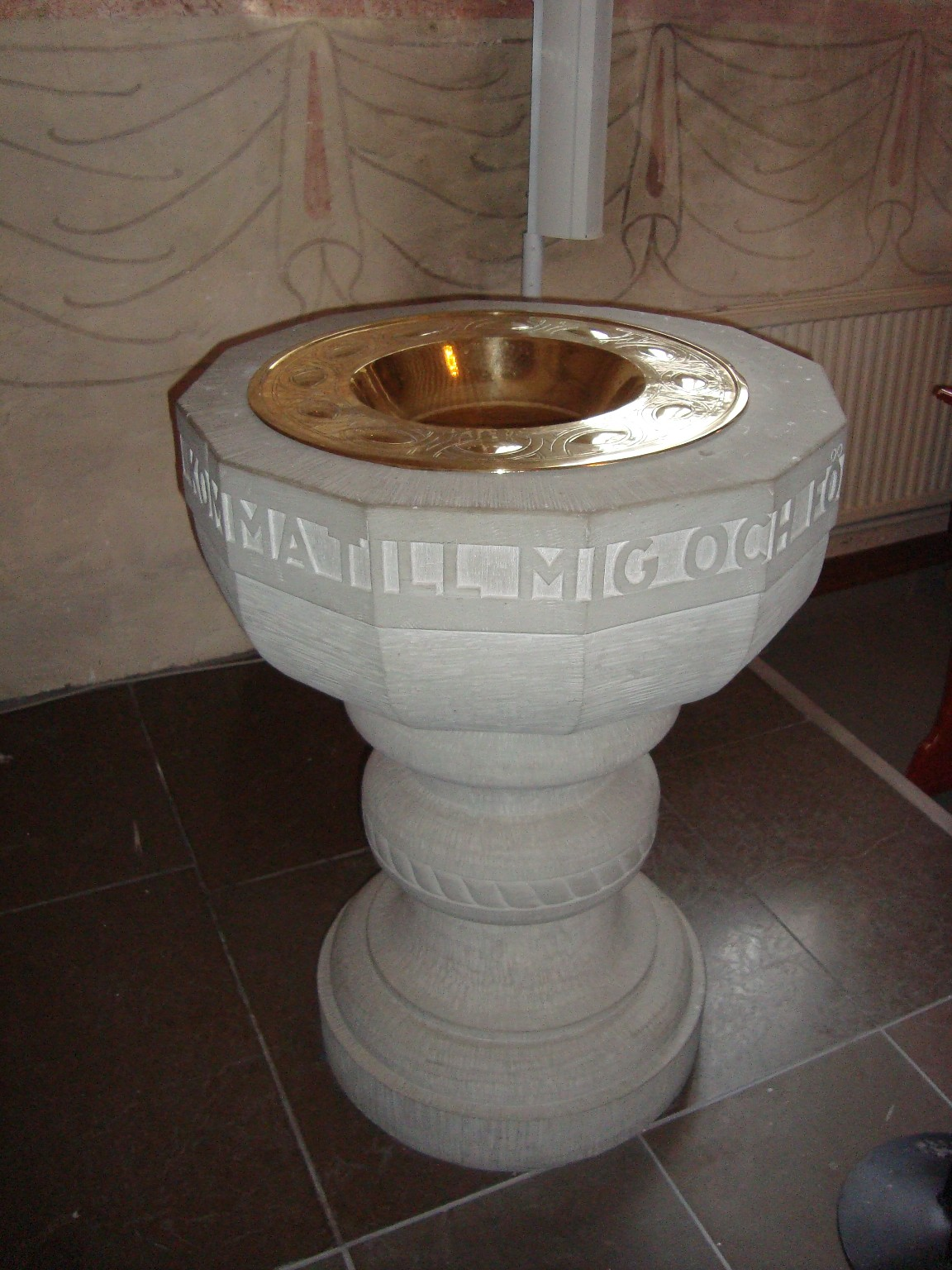
Dopfunten.
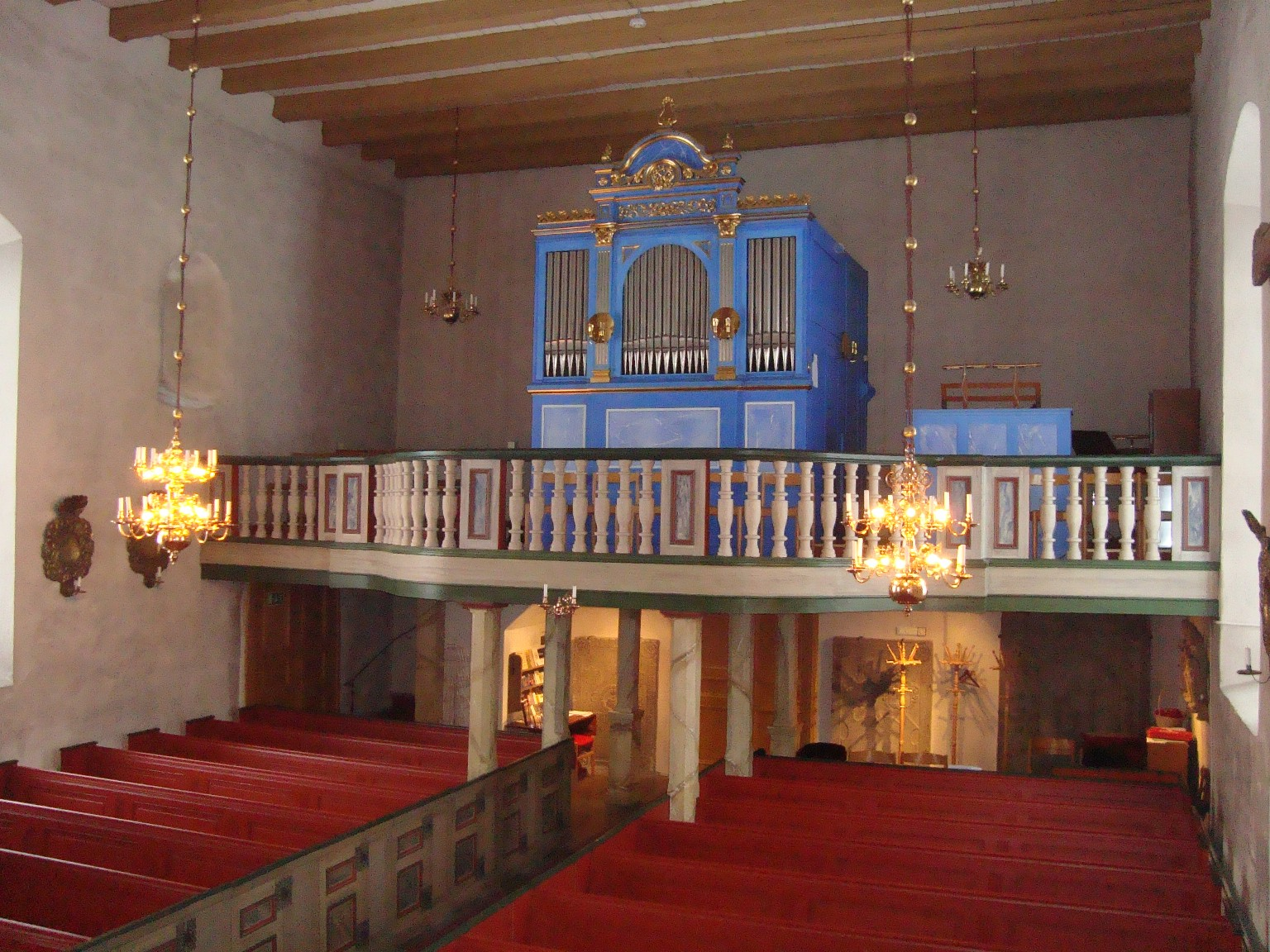
Läktaren med orgel.
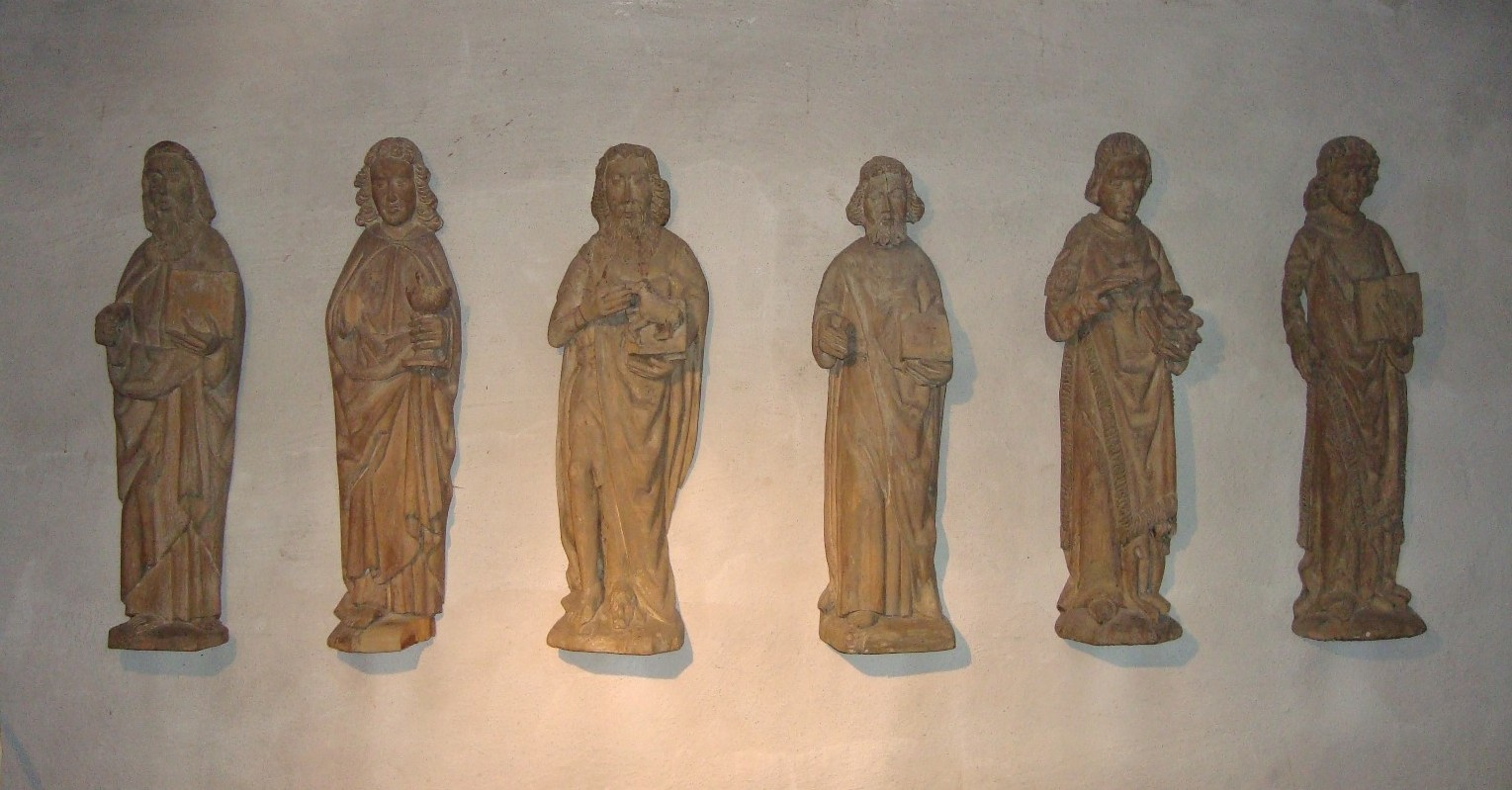
Helgonskulpturer under läktaren.
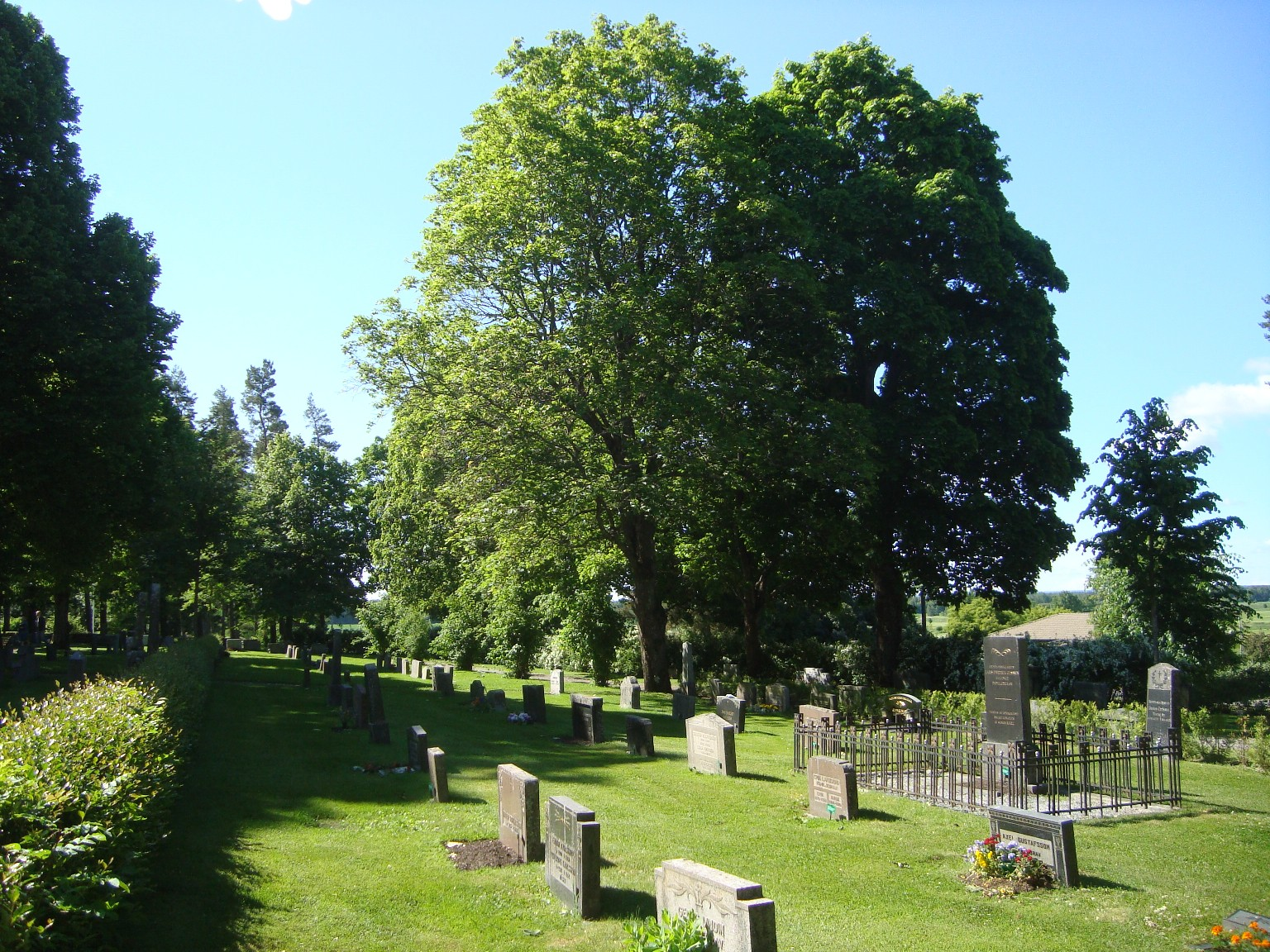
Gamla delen av kyrkogården.
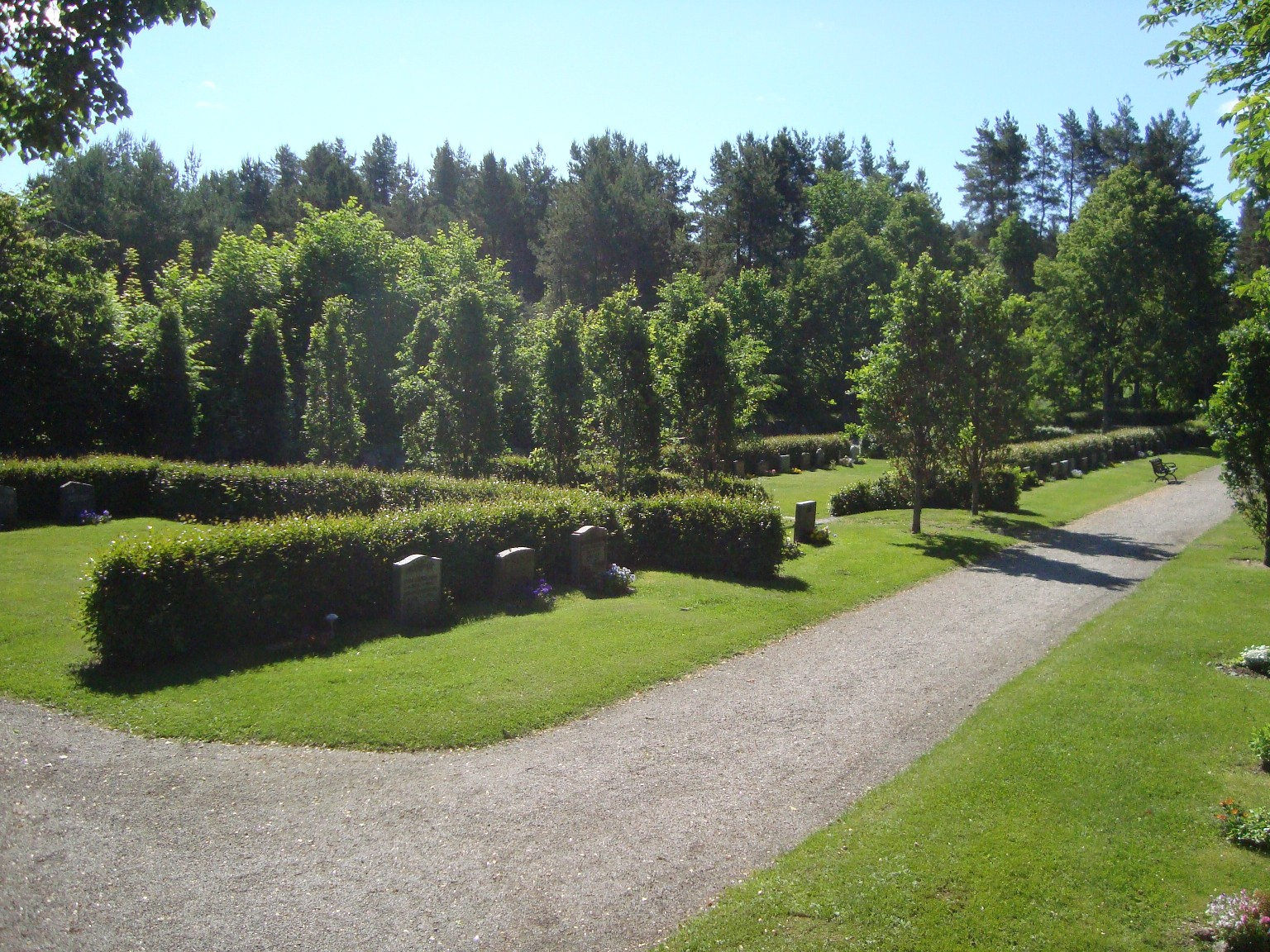
Nya delen av kyrkogården.